# Kelyophis hechti
Il kelyofide (Kelyophis hechti) era un rettile estinto appartenente ai serpenti. Visse nel Cretaceo superiore (Maastrichtiano, circa 70 milioni di anni fa) e i suoi resti fossili sono stati ritrovati in Madagascar. 

## Classificazione
Descritto per la prima volta nel 2010, Kelyophis è conosciuto per alcune vertebre dorsali ritrovate nella formazione Maevarano nel bacino di Mahajanga. La forma delle vertebre suggerisce che questo serpente apparteneva ai nigerofiidi, una famiglia estinta di serpenti tipica del Cretaceo e del Terziario inferiore, dalle abitudini acquatiche. Kelyophis, come gli altri nigerofiidi, era di piccola taglia (meno di un metro di lunghezza) e possedeva lunghi centri vertebrali con superfici posteriori leggermente incurvate in basso e spine neurali dirette verso la parte posteriore degli archi neurali. 

## Paleoecologia
Nonostante la maggior parte dei nigerofiidi (come Nigerophis e Woutersophis) fosse acquatica, sembra che Kelyophis non fosse molto specializzato per uno stile di vita acquatico. Le vertebre erano più corte e le sinapofisi erano meno spostate ventralmente rispetto agli altri nigerofiidi. Durante il Cretaceo superiore, la formazione Maevarano era parte di un ambiente semiarido e altamente stagionale, che potrebbe non essere stato particolarmente consono a uno stile di vita acquatico. 

## Significato del nome
Il nome Kelyophis significa "piccolo serpente" e deriva da una parola in lingua malgascia, kely ("piccolo"), e da una parola greca, oφις (ophis, che significa "serpente").